# Emmerson Boyce
Emmerson Orlando Boyce (ur. 24 września 1979 w Aylesbury) – barbadoski piłkarz występujący na pozycji obrońcy w Blackpool. Jest reprezentantem drużyny narodowej Barbadosu.

## Sukcesy
- Piłkarz roku w Crystal Palace: 2006